# Laem Sing (Phuket)
Laem Sing ist ein kleiner Strand (circa 300 Meter lang) auf der Insel Phuket in Thailand. Er liegt circa 18 km nördlich der Stadt Patong an der Westküste Phuket's zwischen den Stränden Kamala Beach und Surin Beach. 
Das nördliche Ende des Strandes wird begrenzt durch eine Erhöhung, auf deren Spitze ein englischer Club im traditionellen thailändischen Stil gebaut ist.